# Бженковиці-Вал
Бженковиці-Вал (пол. Brzękowice-Wał) — село в Польщі, у гміні Псари Бендзинського повіту Сілезького воєводства.
Населення — 199 осіб (2011).
У 1975-1998 роках село належало до Катовицького воєводства.

## Демографія
Демографічна структура станом на 31 березня 2011 року:
|          | Загалом | Допрацездатний вік | Працездатний вік | Постпрацездатний вік |
| -------- | ------- | ------------------ | ---------------- | -------------------- |
| Чоловіки | 105     | 19                 | 72               | 14                   |
| Жінки    | 94      | 10                 | 60               | 24                   |
| Разом    | 199     | 29                 | 132              | 38                   |